# Gontard!
Gontard! est un artiste originaire de Valence. Toujours affublé d'un masque de lapin, il se fait connaître par des chansons à base de samples et de textes parlés-chantés (talk over). Sorti en 2012, son premier album CD Bagarre Lovesongs comporte 30 titres accompagnés d'un journal au format A3,. Gontard! est comparé à des mavericks, comme Daniel Johnston dont l’œuvre est à la fois prolifique et peu connue du grand public. Sorti en 2014, Mostla Mixtape est considéré comme un album de sample et de hip-hop complexe de par ses paroles et ses audaces musicales.
Pour l'album Repeupler, il s'entoure de musiciens expérimentés afin de proposer des instrumentations aux sonorités rock, voire jazzy sur certains titres. Si certains textes relèvent de l'introspection intimiste, d'autres ont une dimension politique affirmée et font figure d'appel au combat. L'univers musical du groupe a été comparé à celui de Labradford, Arab Strap, Fauve, Daniel Darc ou encore Michel Cloup. Gontard! est soutenu par les Innocents qui est également l'une de ses influences revendiquées. Il cite également le philosophe Gilles Deleuze et fait sienne la formule de Proudhon  « la propriété, c'est le vol ». Il dit également être influencé par la lecture du journal l'Humanité, les lettres de Karl Marx à sa femme et ainsi que par les films français des années 1970. Archiviste pop, il puise dans une discothèque riche de milliers de disques pour les arrangements de ses morceaux.
En 2016, le groupe sort un album composé de reprises de Jean-Luc Le Ténia, chanteur décédé en 2011. Avec les albums Tout naît/Tout s'achève dans un disque (2018) et AKENE (2021), Gontard! s'affirme comme « un conteur du quotidien dégueulasse, du désœuvrement exaspéré » avec des chansons généreuses qui décapent. Il dresse ainsi les portraits chaleureux de sa mère, des femmes de sa vie, de ses amis, de personnages de la France populaire, ce qui le rapproche de Renaud et de Pascal Bouaziz. 

## Composition
- N. Gontard (chant, sono)
- Noël Bingo-Belmondo (basse, chœurs)
- Clément Michel (batterie)
- Morzini (guitare, trompette, saxophone)
- Hunch  (machines)
- Ray Borneo  (claviers)

## Discographie
Albums
- 2012 Bagarre Lovesongs (Sorry But Home Recording Records)
- 2016 Repeupler (Ici, D'ailleurs)
- 2018 Tout naît/Tout s'achève dans un disque  (Ici, D'ailleurs)
- 2019 2029 (Ici, D'ailleurs)
- 2021 AKENE (Ici, D'ailleurs)
- 2022 Remixes AKENE (Ici, D'ailleurs)
- 2023 2032 (Ici, D'ailleurs)
- 2023 2032 instrumental (Petrol Chips)

EP / Mixtapes
- 2014 Mostla Mixtape 1 (La Souterraine)
- 2014 Sauvagerie Tropicale Mostla Tape 2 (La Souterraine)
- 2015 Ici Mostla d'ailleurs Tape 3 (La Souterraine)
- 2016 Mausolée Tape  Hommage à Jean Luc Le Ténia (La Souterraine)
- 2020 Le Sismographe (Ici D'ailleurs)
- 2021 Mausolée Tape II Jean-Luc Le Ténia (1975-2011) (La Souterraine)

Participations à des compilations
- 2013 Pyrrhus sur A découvrir absolument Volume 28[18]
- 2014 Rivoluzionari sur La Souterraine Volume 2[19]
- 2015 Repeupler 5 sur La Souterraine Volume 6 [20]
- 2016  Et les filles (reprise Jean-Luc Le Ténia) sur A découvrir absolument Volume 40[21]
- 2022 Le troupeau sur Aura aime Murat (Stardust ACP)

## Récompense
- 2015 : Sélection Inouïs du Printemps de Bourges